# Resolución 67 del Consejo de Seguridad de las Naciones Unidas
La Resolución 67 del Consejo de Seguridad de las Naciones Unidas, adoptada el 28 de enero de 1949, satisfecha de que ambas partes en el conflicto indonesio seguían adhiriéndose a los principios del Acuerdo de Renville, el Consejo exhortó a los Países Bajos a que interrumpieran inmediatamente todas las operaciones militares y a la República de Indonesia a que ordenara a sus adherentes armados el cese de la guerra de guerrillas y a que ambas partes cooperaran en el restablecimiento de la paz y el mantenimiento de la ley y el orden en toda la zona. El Consejo exhortó además a los Países Bajos a que pusieran en libertad a todos los presos políticos detenidos desde el 17 de diciembre de 1948 y a que facilitaran el regreso inmediato de los funcionarios del Gobierno de la República de Indonesia a Yogyakarta y les ofrecieran las facilidades que razonablemente pudiera necesitar ese Gobierno para su funcionamiento eficaz en esa zona.
En la Resolución se pedía entonces la creación de unos "Estados Unidos de Indonesia" federales en los que las elecciones de los electores a una asamblea constituyente se completarían para octubre de 1949 y a los que los Países Bajos transferirían la soberanía de Indonesia para julio de 1950. A tal fin, el Consejo cambió el nombre del Comité de Buenos Oficios a Comisión de las Naciones Unidas para Indonesia y le encomendó todas las funciones del antiguo Comité, así como la observación de las elecciones y la garantía de la libertad de reunión, expresión y publicación, además de supervisar la transferencia de partes de Indonesia al Gobierno republicano y de presentar informes periódicos al Consejo.
La resolución se sometió a votación por partes; no se votó el texto en su conjunto.